# Liste des codes ISO 639-2
L'ISO 639-2 est une des parties de la norme ISO 639 définissant une codification des noms de langues, avec un niveau de détail linguistique intermédiaire. 
La liste des codes ISO 639-2 est présentée dans la série de tableaux alphabétiques déroulant ci-dessous, regroupant les codes suivants :
- Code ISO 639-2, à trois lettres (alpha-3), objet du présent article ;
- Code ISO 639-3, à trois lettres (alpha-3) correspondant (identique en général) ;
- Code ISO 639-1 à deux lettres (alpha-2) correspondant, lorsqu'il existe.

Certains indicatifs ont des significations spéciales :
- mis, pour « sans code », dans les cas où la langue est identifiée mais ne dispose pas de code alpha-3[2] ;
- mul, pour « multilingue », dans les cas où un fragment utilise plusieurs langues, et qu'il n'est pas pratique de les identifier séparément ;
- und, pour « indéterminée », dans les cas où le fragment contient du contenu linguistique, mais qu'il n'est pas possible d'identifier la langue ;
- zxx, pour « pas de contenu linguistique ; non applicable », dans les cas où le fragment de texte n'a pas de contenu linguistique, mais où un code langue est cependant souhaité ;
- la plage qaa à qtz est réservée à l'usage privé, dans les cas où la langue ne dispose pas d'un identifiant alpha-3.

Lorsque deux codes alpha-3 de l'ISO 639-2, séparés par un « / » (barre oblique), sont indiqués dans la liste, le premier correspond au code bibliographique (code « B ») et le deuxième au code terminologique (code « T ») : seul ce deuxième code terminologique est inclus dans ISO 639-3.

## Liste alphabétique des codes
La liste est indexée triée ci-dessous par code alpha-3 bibliographique de l'ISO 639-2 (la plupart des langues codifiées dans l'ISO 639-2 ont le même code alpha-3 bibliographique et terminologique; les langues n'ayant aucun code ISO 639-2, mais seulement un unique code ISO 639-3, sont indexées et triées selon ce dernier code). L'usage des codes bibliographiques alpha-3 distincts de l'ISO 639-2 (de même que les codes numériques qui y sont également assignés) est destiné à la classification bibliothécaire, mais n'est pas recommandé dans l'usage technique et terminologique (par exemple pour l'identification des langues dans les normes techniques du web et des langages de programmations ou leurs bibliothèques de régionalisation des logiciels).

### a
| ISO 639-3 | ISO 639-2 | ISO 639-1 | Nom en français                                | Nom original                         | Nom en anglais                                   |
| --------- | --------- | --------- | ---------------------------------------------- | ------------------------------------ | ------------------------------------------------ |
| aar       | aar       | aa        | afar                                           | Afaraf                               | Afar                                             |
| abk       | abk       | ab        | abkhaze                                        | Аҧсуа                                | Abkhaz                                           |
| ace       | ace       |           | aceh                                           | Aceh                                 | Acehnese, Achinese                               |
| ach       | ach       |           | acoli                                          |                                      | Acoli                                            |
| ada       | ada       |           | adangmé                                        | adangbɛ                              | Adangme                                          |
| ady       | ady       |           | adyghé                                         | адыгэбзэ, адыгабзэ                   | Adyghe, Adygei                                   |
| afa       | afa       |           | langues afro-asiatiques                        |                                      | Afro-Asiatic languages                           |
| afh       | afh       |           | afrihili                                       |                                      | Afrihili                                         |
| afr       | afr       | af        | afrikaans                                      | Afrikaans                            | Afrikaans                                        |
| ain       | ain       |           | aïnou                                          | アイヌ イタㇰ(イタッㇰ) or ainu itak | Ainu                                             |
| aka       | aka       | ak        | akan                                           |                                      | Akan                                             |
| akk       | akk       |           | akkadien                                       | akkadû, lišānum akkadītum            | Akkadian                                         |
| sqi       | alb/sqi   | sq        | albanais                                       | Shqip                                | Albanian                                         |
| ale       | ale       |           | aléoute                                        |                                      | Aleut                                            |
| alg       | alg       |           | langues algonquiennes                          |                                      | Algonquian languages                             |
| alt       | alt       |           | altaï du Sud                                   | алтай тили                           | Southern Altai                                   |
| amh       | amh       | am        | amharique                                      | አማርኛ                                 | Amharic                                          |
| ang       | ang       |           | anglo-saxon (environ 450-1100), ancien anglais | Englisc                              | English, Old (ca. 450–1100)                      |
| anp       | anp       |           | angika                                         |                                      | Angika                                           |
| apa       | apa       |           | langues apaches                                |                                      | Apache languages                                 |
| ara       | ara       | ar        | arabe                                          | العربية                              | Arabic                                           |
| arc       | arc       |           | araméen d'empire (700-300 BCE)                 | ܐܪܡܝܐ                                | Official Aramaic, Imperial Aramaic (700-300 BCE) |
| arg       | arg       | an        | aragonais                                      | Aragonés                             | Aragonese                                        |
| hye       | arm/hye   | hy        | arménien                                       | Հայերեն լեզու                        | Armenian                                         |
| arn       | arn       |           | mapudungun, mapouche, mapuce                   | mapudungun, mapuchedungun            | Mapudungun, Mapuche                              |
| arp       | arp       |           | arapaho                                        | Hinóno'eitíít                        | Arapaho                                          |
| art       | art       |           | langues artificielles                          |                                      | Artificial languages                             |
| arw       | arw       |           | arawak                                         |                                      | Arawak                                           |
| asm       | asm       | as        | assamais                                       | অসমীয়া                                 | Assamese                                         |
| ast       | ast       |           | asturien, bable, léonais, asturoléonais        | asturianu                            | Asturian, Bable, Leonese, Asturleonese           |
| ath       | ath       |           | langues athapascanes                           |                                      | Athapascan languages                             |
| aus       | aus       |           | langues australiennes                          |                                      | Australian languages                             |
| ava       | ava       | av        | avar                                           | авар мацӀ, магӀарул мацӀ             | Avaric                                           |
| ave       | ave       | ae        | avestique                                      | avesta                               | Avestan                                          |
| awa       | awa       |           | awadhi                                         | अवधी                                  | Awadhi                                           |
| aym       | aym       | ay        | aymará                                         | aymar aru                            | Aymara                                           |
| aze       | aze       | az        | azéri                                          | Azərbaycanca                         | Azerbaijani                                      |

### b
| ISO 639-3 | ISO 639-2 | ISO 639-1 | Nom en français          | Nom original        | Nom en anglais     |
| --------- | --------- | --------- | ------------------------ | ------------------- | ------------------ |
| bad       | bad       |           | langues banda            |                     | Banda languages    |
| bai       | bai       |           | langues bamilékées       |                     | Bamileke languages |
| bak       | bak       | ba        | bachkir                  | башҡорт теле        | Bashkir            |
| bal       | bal       |           | baloutche                | بلوچی               | Baluchi            |
| bam       | bam       | bm        | bambara                  | bamanankan          | Bambara            |
| ban       | ban       |           | balinais                 | Basa Bali           | Balinese           |
| eus       | baq/eus   | eu        | basque                   | euskara             | Basque             |
| bas       | bas       |           | basa                     | ɓasaá               | Basa               |
| bat       | bat       |           | langues baltes           |                     | Baltic languages   |
| bej       | bej       |           | bedja                    | بداوية              | Beja, Bedawiyet    |
| bel       | bel       | be        | biélorusse               | Беларуская мова     | Belarusian         |
| bem       | bem       |           | bemba                    | ichiBemba           | Bemba              |
| ben       | ben       | bn        | bengali                  | বাংলা                  | Bengali            |
| ber       | ber       |           | langues berbères         | ⵜⴰⵎⴰⵣⵉⵖⵜ            | Berber languages   |
| bho       | bho       |           | bhodjpouri               | भोजपुरी                | Bhojpuri           |
| bih       | bih       | bh        | bihari                   |                     | Bihari (languages) |
| bik       | bik       |           | bikol central            |                     | Bikol              |
| bin       | bin       |           | bini, edo                | Edo                 | Bini, Edo          |
| bis       | bis       | bi        | bichelamar, bêche-de-mer | Bislama             | Bislama            |
| bla       | bla       |           | blackfoot (siksika)      | siksiká, ᓱᖽᐧᖿ       | Siksika            |
| bnt       | bnt       |           | langues bantoues         |                     | Bantu languages    |
| bos       | bos       | bs        | bosniaque                | bosanski jezik      | Bosnian            |
| bra       | bra       |           | braj basha               | ब्रज भाषा, Brij Bhasha | Braj Basha         |
| bre       | bre       | br        | breton                   | brezhoneg           | Breton             |
| btk       | btk       |           | langues batak            |                     | Batak languages    |
| bua       | bua       |           | bouriate                 | буряад хэлэн        | Buriat             |
| bug       | bug       |           | bugi                     | ᨅᨔ ᨕᨘᨁᨗ               | Buginese           |
| bul       | bul       | bg        | bulgare                  | български език      | Bulgarian          |
| mya       | bur/mya   | my        | birman                   | မျန္မာစာ                | Burmese            |
| byn       | byn       |           | blin, bilen              | ብሊና                 | Blin, Bilin        |

### c
| ISO 639-3 | ISO 639-2 | ISO 639-1 | Nom en français                                                | Nom original                      | Nom en anglais                                                                   |
| --------- | --------- | --------- | -------------------------------------------------------------- | --------------------------------- | -------------------------------------------------------------------------------- |
| cad       | cad       |           | caddo                                                          | Hasí:nay                          | Caddo                                                                            |
| cai       | cai       |           | langues indiennes d'Amérique centrale                          |                                   | Central American Indian languages                                                |
| car       | car       |           | galibi, carib, karib                                           |                                   | Galibi Carib                                                                     |
| cat       | cat       | ca        | catalan                                                        | català                            | Catalan                                                                          |
| cau       | cau       |           | langues caucasiennes                                           |                                   | Caucasian languages                                                              |
| ceb       | ceb       |           | cébouano                                                       | Sinugboanon                       | Cebuano                                                                          |
| cel       | cel       |           | langues celtiques                                              |                                   | Celtic languages                                                                 |
| cha       | cha       | ch        | chamorro                                                       | Chamoru                           | Chamorro                                                                         |
| chb       | chb       |           | chibcha                                                        |                                   | Chibcha                                                                          |
| che       | che       | ce        | tchétchène                                                     | нохчийн мотт                      | Chechen                                                                          |
| chg       | chg       |           | djaghataï                                                      | جغتای                             | Chagatai                                                                         |
| zho       | chi/zho   | zh        | chinois                                                        | 中文                              | Chinese                                                                          |
| chk       | chk       |           | chuuk                                                          |                                   | Chuukese                                                                         |
| chm       | chm       |           | mari                                                           | марий йылме                       | Mari                                                                             |
| chn       | chn       |           | Jargon chinook                                                 |                                   | Chinook jargon                                                                   |
| cho       | cho       |           | choctaw                                                        | Chahta Anumpa                     | Choctaw                                                                          |
| chp       | chp       |           | chipewyan                                                      | Dëne Sųłiné, ᑌᓀᓲᒢᕄᓀ               | Chipewyan, Dene Suline                                                           |
| chr       | chr       |           | cherokee                                                       | ᏣᎳᎩ                               | Cherokee                                                                         |
| chu       | chu       | cu        | slavon d'église, vieux slave, slavon liturgique, vieux bulgare | ѩзыкъ словѣньскъ                  | Church Slavic, Old Slavonic, Church Slavonic, Old Bulgarian, Old Church Slavonic |
| chv       | chv       | cv        | tchouvache                                                     | чӑваш чӗлхи                       | Chuvash                                                                          |
| chy       | chy       |           | cheyenne                                                       | Tsêhést                           | Cheyenne                                                                         |
| cmc       | cmc       |           | langues chames                                                 |                                   | Chamic languages                                                                 |
| cnr       | cnr       |           | monténégrin                                                    | crnogorski / црногорски           | Montenegrin                                                                      |
| cop       | cop       |           | copte                                                          | ⲙⲉⲧⲛ̀ⲣⲉⲙⲛ̀ⲭⲏⲙⲓ                      | Coptic                                                                           |
| cor       | cor       | kw        | cornique                                                       | Kernewek                          | Cornish                                                                          |
| cos       | cos       | co        | corse                                                          | corsu, lingua corsa               | Corsican                                                                         |
| cpe       | cpe       |           | créoles et pidgins basés sur l'anglais                         |                                   | creoles and pidgins, English-based                                               |
| cpf       | cpf       |           | créoles et pidgins basés sur le français                       |                                   | creoles and pidgins, French-based                                                |
| cpp       | cpp       |           | créoles et pidgins basés sur le portugais                      |                                   | creoles and pidgins, Portuguese-based                                            |
| cre       | cre       | cr        | cree                                                           | ᓀᐦᐃᔭᐍᐏᐣ                           | Cree                                                                             |
| crh       | crh       |           | tatar de Crimée                                                | qırımtatar tili, къырымтатар тили | Crimean Tatar, Crimean Turkish                                                   |
| crp       | crp       |           | créoles et pidgins                                             |                                   | creoles and pidgins                                                              |
| csb       | csb       |           | cachoube                                                       | kaszëbsczi jãzëk                  | Kashubian                                                                        |
| cus       | cus       |           | langues couchitiques                                           |                                   | Cushitic languages                                                               |
| ces       | cze/ces   | cs        | tchèque                                                        | česky, čeština                    | Czech                                                                            |

### d
| ISO 639-3 | ISO 639-2 | ISO 639-1 | Nom en français                        | Nom original | Nom en anglais                |
| --------- | --------- | --------- | -------------------------------------- | ------------ | ----------------------------- |
| dak       | dak       |           | dakota                                 | Lakhota      | Dakota                        |
| dan       | dan       | da        | danois                                 | dansk        | Danish                        |
| dar       | dar       |           | dargwa                                 | дарган мез   | Dargwa                        |
| day       | day       |           | langues Land Dayak                     |              | Land Dayak languages          |
| del       | del       |           | delaware                               | Lënape       | Delaware                      |
| den       | den       |           | slavey (langue)                        |              | Slavey                        |
| dgr       | dgr       |           | dogrib                                 | Tłįchǫ       | Dogrib                        |
| din       | din       |           | dinka                                  | Thuɔŋjäŋ     | Dinka                         |
| div       | div       | dv        | maldivien                              | ދިވެހިބަސ        | Divehi, Dhivehi, Maldivian    |
| doi       | doi       |           | dogri (kangri)                         | डोगरी          | Dogri                         |
| dra       | dra       |           | langues dravidiennes                   |              | Dravidian languages           |
| dsb       | dsb       |           | bas-sorabe                             | dolnoserbski | Lower Sorbian                 |
| dua       | dua       |           | douala                                 |              | Duala                         |
| dum       | dum       |           | néerlandais, moyen (environ 1050-1350) |              | Dutch, Middle (ca. 1050–1350) |
| nld       | dut/nld   | nl        | néerlandais, flamand                   | Nederlands   | Dutch, Flemish                |
| dyu       | dyu       |           | dioula                                 | Julakan      | Dyula                         |
| dzo       | dzo       | dz        | dzongkha                               | རྫོང་ཁ         | Dzongkha                      |

### e
| ISO 639-3 | ISO 639-2 | ISO 639-1 | Nom en français            | Nom original                    | Nom en anglais     |
| --------- | --------- | --------- | -------------------------- | ------------------------------- | ------------------ |
| efi       | efi       |           | efik                       |                                 | Efik               |
| egy       | egy       |           | égyptien ancien            |                                 | Egyptian (Ancient) |
| eka       | eka       |           | ekajuk                     |                                 | Ekajuk             |
| elx       | elx       |           | élamite                    |                                 | Elamite            |
| eng       | eng       | en        | anglais                    | English                         | English            |
| enm       | enm       |           | anglais, moyen (1100-1500) | English, Middle (ca. 1100–1500) |                    |
| epo       | epo       | eo        | espéranto                  | Esperanto                       | Esperanto          |
| est       | est       | et        | estonien                   | eesti keel                      | Estonian           |
| ewe       | ewe       | ee        | éwé                        | Ɛʋɛgbɛ                          | Ewe                |
| ewo       | ewo       |           | éwondo                     |                                 | Ewondo             |

### f
| ISO 639-3 | ISO 639-2 | ISO 639-1 | Nom en français                    | Nom original                        | Nom en anglais                |
| --------- | --------- | --------- | ---------------------------------- | ----------------------------------- | ----------------------------- |
| fan       | fan       |           | fang                               |                                     | Fang                          |
| fao       | fao       | fo        | féroïen                            | føroyskt                            | Faroese                       |
| fat       | fat       |           | fanti                              |                                     | Fanti                         |
| fij       | fij       | fj        | fidjien                            | vosa Vakaviti                       | Fijian                        |
| fil       | fil       |           | filipino                           |                                     | Filipino                      |
| fin       | fin       | fi        | finnois                            | suomi, suomen kieli                 | Finnish                       |
| fiu       | fiu       |           | langues finno-ougriennes           |                                     | Finno-Ugrian languages        |
| fon       | fon       |           | fon                                | Fɔngbe                              | Fon                           |
| fra       | fre/fra   | fr        | français                           | français, langue française          | French                        |
| frm       | frm       |           | moyen français (1400-1600)         |                                     | Middle French (ca. 1400—1600) |
| fro       | fro       |           | ancien français (842-environ 1400) |                                     | Old French (842—ca. 1400)     |
| frr       | frr       |           | frison septentrional               |                                     | Northern Frisian              |
| frs       | frs       |           | frison oriental                    | Seeltersk Fräisk, Seeltersk, Fräisk | Eastern Frisian               |
| fry       | fry       | fy        | frison occidental                  | frysk                               | Western Frisian               |
| ful       | ful       | ff        | peul                               | Fulfulde, Pulaar, Pular             | Fulah                         |
| fur       | fur       |           | frioulan                           | furlan                              | Friulian                      |

### g
| ISO 639-3 | ISO 639-2 | ISO 639-1 | Nom en français                         | Nom original                            | Nom en anglais                     |
| --------- | --------- | --------- | --------------------------------------- | --------------------------------------- | ---------------------------------- |
| gaa       | gaa       |           | ga                                      | Gã                                      | Ga                                 |
| gay       | gay       |           | gayo                                    |                                         | Gayo                               |
| gba       | gba       |           | gbaya                                   |                                         | Gbaya                              |
| gem       | gem       |           | langues germaniques                     |                                         | Germanic languages                 |
| kat       | geo/kat   | ka        | géorgien                                | ქართული ენა (kartuli ena)               | Georgian                           |
| deu       | ger/deu   | de        | allemand                                | Deutsch                                 | German                             |
| gez       | gez       |           | guèze                                   | ግዕዝ                                     | Ge'ez                              |
| gil       | gil       |           | gilbertin                               | taetae ni Kiribati                      | Gilbertese                         |
| gla       | gla       | gd        | gaélique écossais, Gaélique             | Gàidhlig                                | Scottish Gaelic, Gaelic            |
| gle       | gle       | ga        | irlandais                               | Gaeilge                                 | Irish                              |
| glg       | glg       | gl        | galicien                                | Galego                                  | Galician                           |
| glv       | glv       | gv        | mannois, manx                           | Gaelg, Manninagh                        | Manx                               |
| gmh       | gmh       |           | moyen haut-allemand (environ 1050-1500) | diutisk                                 | Middle High German (ca. 1050–1500) |
| goh       | goh       |           | vieux haut allemand (environ 750-1050)  | diutisc                                 | Old High German (ca. 750–1050)     |
| gon       | gon       |           | gondi                                   | Gōndi                                   | Gondi                              |
| gor       | gor       |           | gorontalo                               |                                         | Gorontalo                          |
| got       | got       |           | gotique                                 | 𐌲𐌿𐍄𐌹𐍃𐌺                                  | Gothic                             |
| grb       | grb       |           | grébo                                   |                                         | Grebo                              |
| grc       | grc       |           | grec ancien (jusqu'à 1453)              | Ἑλληνικά                                | Ancient Greek (to 1453)            |
| ell       | gre/ell   | el        | grec moderne (après 1453)               | Ελληνικά                                | Modern Greek (since 1453–)         |
| grn       | grn       | gn        | guarani                                 | Avañe'ẽ                                 | Guarani                            |
| gsw       | gsw       |           | alémanique, suisse-allemand, alsacien   | Alemannisch, Schwyzerdütsch, Elsässisch | Swiss German, Alemannic, Alsatian  |
| guj       | guj       | gu        | goudjrati                               | ગુજરાતી                                    | Gujarati                           |
| gwi       | gwi       |           | gwich'in                                |                                         | Gwichʼin                           |

### h
| ISO 639-3 | ISO 639-2 | ISO 639-1 | Nom en français         | Nom original                   | Nom en anglais          |
| --------- | --------- | --------- | ----------------------- | ------------------------------ | ----------------------- |
| hai       | hai       |           | haïda                   | X̲aat Kíl                       | Haida                   |
| hat       | hat       | ht        | haïtien, créole haïtien | Kreyòl ayisyen                 | Haitian Creole, Haitian |
| hau       | hau       | ha        | haoussa                 | Hausancī, هَوُسَ                  | Hausa                   |
| haw       | haw       |           | hawaïen                 | ‘Ōlelo Hawai‘i                 | Hawaiian                |
| hbs       |           | sh        | serbo-croate            | Srpskohrvatski, Српскохрватски | Serbocroatian           |
| heb       | heb       | he        | hébreu                  | עִבְרִית, עברית                   | Hebrew                  |
| her       | her       | hz        | héréro                  | Otjiherero                     | Herero                  |
| hil       | hil       |           | hiligaïnon              | Ilonggo                        | Hiligaynon              |
| him       | him       |           | himachali               |                                | Himachali               |
| hin       | hin       | hi        | hindi                   | हिन्दी                            | Hindi                   |
| hit       | hit       |           | hittite                 |                                | Hittite                 |
| hmn       | hmn       |           | hmong                   | Hmoob                          | Hmong                   |
| hmo       | hmo       | ho        | hiri motou              | Hiri Motu                      | Hiri Motu               |
| hrv       | hrv       | hr        | croate                  | hrvatski                       | Croatian                |
| hsb       | hsb       |           | haut-sorabe             | hornjoserbsce                  | Upper Sorbian           |
| hun       | hun       | hu        | hongrois                | Magyar                         | Hungarian               |
| hup       | hup       |           | houpa                   | Na:tinixwe Mixine:whe          | Hupa                    |

### i
| ISO 639-3 | ISO 639-2 | ISO 639-1 | Nom en français                                | Nom original       | Nom en anglais                                             |
| --------- | --------- | --------- | ---------------------------------------------- | ------------------ | ---------------------------------------------------------- |
| iba       | iba       |           | iban                                           |                    | Iban                                                       |
| ibo       | ibo       | ig        | igbo                                           | Igbo               | Igbo                                                       |
| isl       | ice/isl   | is        | islandais                                      | íslenska           | Icelandic                                                  |
| ido       | ido       | io        | ido                                            | Ido                | Ido                                                        |
| iii       | iii       | ii        | yi de Sichuan                                  | ꆇꉙ               | Sichuan Yi, Nuosu                                          |
| ijo       | ijo       |           | langues ijo                                    |                    | Ijo languages                                              |
| iku       | iku       | iu        | inuktitut                                      | ᐃᓄᒃᑎᑐᑦ             | Inuktitut                                                  |
| ile       | ile       | ie        | interlingue                                    | Interlingue        | Interlingue, Occidental                                    |
| ilo       | ilo       |           | ilocano                                        |                    | Iloko                                                      |
| ina       | ina       | ia        | interlingua (langue auxiliaire internationale) | interlingua        | Interlingua (International Auxiliary Language Association) |
| inc       | inc       |           | langues indo-aryennes                          |                    | Indic languages                                            |
| ind       | ind       | id        | indonésien                                     | Bahasa Indonesia   | Indonesian                                                 |
| ine       | ine       |           | langues indo-européennes                       |                    | Indo-European languages                                    |
| inh       | inh       |           | ingouche                                       | гӀалгӀай мотт      | Ingush                                                     |
| ipk       | ipk       | ik        | inupiaq                                        | Iñupiaq, Iñupiatun | Inupiaq                                                    |
| ira       | ira       |           | langues iraniennes                             |                    | Iranian languages                                          |
| iro       | iro       |           | langues iroquoises                             |                    | Iroquoian languages                                        |
| ita       | ita       | it        | italien                                        | italiano           | Italian                                                    |

### j
| ISO 639-3 | ISO 639-2 | ISO 639-1 | Nom en français | Nom original | Nom en anglais |
| --------- | --------- | --------- | --------------- | ------------ | -------------- |
| jav       | jav       | jv        | javanais        | basa Jawa    | Javanese       |
| jbo       | jbo       |           | lojban          | lojban       | Lojban         |
| jpn       | jpn       | ja        | japonais        | 日本語       | Japanese       |
| jpr       | jpr       |           | judéo-persan    |              | Judeo-Persian  |
| jrb       | jrb       |           | judéo-arabe     |              | Judeo-Arabic   |

### k
| ISO 639-3 | ISO 639-2 | ISO 639-1 | Nom en français    | Nom original                   | Nom en anglais           |
| --------- | --------- | --------- | ------------------ | ------------------------------ | ------------------------ |
| kaa       | kaa       |           | karakalpak         | қарақалпақ тили                | Kara-Kalpak              |
| kab       | kab       |           | kabyle             | Taqbaylit                      | Kabyle                   |
| kac       | kac       |           | jinghpo, kachin    | Jingpho, Marip                 | Kachin, Jingpho          |
| kal       | kal       | kl        | groenlandais       | kalaallisut, kalaallit oqaasii | Greenlandic, Kalaallisut |
| kam       | kam       |           | kamba              |                                | Kamba                    |
| kan       | kan       | kn        | kannada            | ಕನ್ನಡ                           | Kannada                  |
| kar       | kar       |           | langues karens     |                                | Karen languages          |
| kas       | kas       | ks        | kashmiri           | कॉशुर, کٲشُر                      | Kashmiri                 |
| kau       | kau       | kr        | kanouri            |                                | Kanuri                   |
| kaw       | kaw       |           | kawi               | Bhāṣa Kawi                     | Kawi                     |
| kaz       | kaz       | kk        | kazakh             | Қазақ тілі                     | Kazakh                   |
| kbd       | kbd       |           | kabarde            | къэбэрдеибзэ                   | Kabardian                |
| kha       | kha       |           | khasi              | Khasi                          | Khasi                    |
| khi       | khi       |           | langues khoïsan    |                                | Khoisan languages        |
| khm       | khm       | km        | khmer central      | ភាសាខ្មែរ                          | Central Khmer            |
| kho       | kho       |           | khotanais, sakan   |                                | Khotanese, Sakan         |
| kik       | kik       | ki        | kikouyou           | Gĩkũyũ                         | Kikuyu, Gikuyu           |
| kmb       | kim/kmb   |           | kimboundou         |                                | Kimbundu                 |
| kin       | kin       | rw        | rwanda             | kinyaRwanda                    | Kinyarwanda              |
| kir       | kir       | ky        | kirghize           | кыргыз тили                    | Kirghiz                  |
| kok       | kok       |           | konkani            | कोंकणी                            | Konkani                  |
| kom       | kom       | kv        | kom                | коми кыв                       | Komi                     |
| kon       | kon       | kg        | kongo              | Kikongo                        | Kongo                    |
| kor       | kor       | ko        | coréen             | 한국어                         | Korean                   |
| kos       | kos       |           | kosraéen           | Kosrae                         | Kosraean                 |
| kpe       | kpe       |           | kpellé             | kpele                          | Kpelle                   |
| krc       | krc       |           | karatchaï-balkar   | къарачай-малкъар тил           | Karachay-Balkar          |
| krl       | krl       |           | carélien           | karjalan kieli                 | Karelian                 |
| kro       | kro       |           | langues krou       |                                | Kru languages            |
| kru       | kru       |           | kurukh             |                                | Kurukh                   |
| kua       | kua       | kj        | kuanyama, kwanyama |                                | Kuanyama, Kwanyama       |
| kum       | kum       |           | koumyk             | Кумык                          | Kumyk                    |
| kur       | kur       | ku        | kurde              | كوردی, Kurdî                   | Kurdish                  |
| kut       | kut       |           | koutenai           | Ktunaxa                        | Kutenai                  |

### l
| ISO 639-3 | ISO 639-2 | ISO 639-1 | Nom en français | Nom original          | Nom en anglais                   |
| --------- | --------- | --------- | --------------- | --------------------- | -------------------------------- |
| lad       | lad       |           | judéo-espagnol  | ג'ודיאו-איספאנייול    | Ladino                           |
| lah       | lah       |           | lahnda          | ਲਹਿੰਦੀ                   | Lahnda                           |
| lam       | lam       |           | lamba           |                       | Lamba                            |
| lao       | lao       | lo        | lao             | ພາສາລາວ               | Lao                              |
| lat       | lat       | la        | latin           | latine, lingua latina | Latin                            |
| lav       | lav       | lv        | letton          | latviešu valoda       | Latvian                          |
| lez       | lez       |           | lezguien        | лезги чӀал            | Lezghian                         |
| lim       | lim       | li        | limbourgeois    | Limburgs              | Limburgish, Limburger, Limburgan |
| lin       | lin       | ln        | lingala         | lingála               | Lingala                          |
| lit       | lit       | lt        | lituanien       | lietuvių kalba        | Lithuanian                       |
| lol       | lol       |           | mongo           |                       | Mongo                            |
| loz       | loz       |           | lozi            | siLozi                | Lozi                             |
| ltz       | ltz       | lb        | luxembourgeois  | Lëtzebuergesch        | Luxembourgish, Letzeburgesch     |
| lua       | lua       |           | luba-Lulua      | cilubà / tshiluba     | Luba-Lulua                       |
| lub       | lub       | lu        | luba-katanga    | kiluba                | Luba-Katanga                     |
| lug       | lug       | lg        | ganda           | Luganda               | Ganda                            |
| lui       | lui       |           | luiseño         |                       | Luiseño                          |
| lun       | lun       |           | lounda          | chiLunda              | Lunda                            |
| luo       | luo       |           | luo             | Dholuo                | Luo                              |
| lus       | lus       |           | lousaï          |                       | Lushai                           |

### m
| ISO 639-3 | ISO 639-2 | ISO 639-1 | Nom en français            | Nom original              | Nom en anglais          |
| --------- | --------- | --------- | -------------------------- | ------------------------- | ----------------------- |
| mkd       | mac/mkd   | mk        | macédonien                 | македонски јазик          | Macedonian              |
| mad       | mad       |           | madurais                   |                           | Madurese                |
| mag       | mag       |           | magahi                     |                           | Magahi                  |
| mah       | mah       | mh        | marshallais                | Kajin M̧ajeļ               | Marshallese             |
| mai       | mai       |           | maïthili                   | मैथिली                       | Maithili                |
| mak       | mak       |           | makassar                   |                           | Makasar                 |
| mal       | mal       | ml        | malayalam                  | മലയാളം                      | Malayalam               |
| man       | man       |           | mandingue                  |                           | Mandingo                |
| mri       | mao/mri   | mi        | māori                      | te reo Māori              | Māori                   |
| map       | map       |           | langues austronésiennes    |                           | Austronesian languages  |
| mar       | mar       | mr        | marathe                    | मराठी                       | Marathi                 |
| mas       | mas       |           | massaï                     | ɔl Maa                    | Masai                   |
| msa       | may/msa   | ms        | malais                     | bahasa Melayu, بهاس ملايو | Malay                   |
| mdf       | mdf       |           | mokcha                     | мокшень кяль              | Moksha                  |
| mdr       | mdr       |           | mandar                     |                           | Mandar                  |
| men       | men       |           | mendé                      | Mɛnde                     | Mende                   |
| mga       | mga       |           | moyen irlandais (900-1200) | Gaoidhealg                | Middle Irish (900–1200) |
| mic       | mic       |           | mi'kmaq, micmac            | Míkmaq, Mi'gmaq           | Mi'kmaq, Micmac         |
| min       | min       |           | minangkabao                | Baso Minangkabau          | Minangkabau             |
| mis       | mis       |           | langues non codées         |                           | uncoded languages       |
| mkh       | mkh       |           | langues môn-khmer          |                           | Mon-Khmer languages     |
| mlg       | mlg       | mg        | malgache                   | Malagasy fiteny           | Malagasy                |
| mlt       | mlt       | mt        | maltais                    | Malti                     | Maltese                 |
| mnc       | mnc       |           | mandchou                   | ᠮᠠᠨᠵᡠ ᡤᡳᠰᡠᠨ ᠪᡝ            | Manchu                  |
| mni       | mni       |           | manipuri                   | মৈইতৈইলোন                    | Manipuri                |
| mno       | mno       |           | langues manobo             |                           | Manobo languages        |
| moh       | moh       |           | mohawk                     | Kanien’keha               | Mohawk                  |
| mon       | mon       | mn        | mongol                     | монгол хэл                | Mongolian               |
| mos       | mos       |           | moré                       | Mòoré                     | Mossi                   |
| mul       | mul       |           | multilingue                |                           | multiple languages      |
| mun       | mun       |           | langues mounda             |                           | Munda languages         |
| mus       | mus       |           | muskogee                   | Maskoki, Mvskokē empunakv | Creek                   |
| mwl       | mwl       |           | mirandais                  | Lhéngua Mirandesa         | Mirandese               |
| mwr       | mwr       |           | marvari                    | मारवाड़ी                      | Marwari                 |
| myn       | myn       |           | langues mayas              |                           | Mayan languages         |
| myv       | myv       |           | erza                       | эрзянь кель               | Erzya                   |

### n
| ISO 639-3 | ISO 639-2 | ISO 639-1 | Nom en français                      | Nom original                 | Nom en anglais                                      |
| --------- | --------- | --------- | ------------------------------------ | ---------------------------- | --------------------------------------------------- |
| nah       | nah       |           | langues nahuatl                      | nāhuatl, nawatlahtolli       | Nahuatl languages                                   |
| nai       | nai       |           | langues indiennes d'Amérique du Nord |                              | North American Indian languages                     |
| nap       | nap       |           | napolitain                           | napulitano                   | Neapolitan                                          |
| nau       | nau       | na        | nauri                                | Ekakairũ Naoero              | Nauruan                                             |
| nav       | nav       | nv        | navaho                               | Diné bizaad, Dinékʼehǰí      | Navajo, Navaho                                      |
| nbl       | nbl       | nr        | ndébélé du Sud                       | Ndébélé                      | South Ndebele                                       |
| nde       | nde       | nd        | ndébélé du Nord                      | isiNdebele                   | North Ndebele                                       |
| ndo       | ndo       | ng        | ndonga                               | Owambo                       | Ndonga                                              |
| nds       | nds       |           | bas-allemand, bas-saxon              | Nederdüütsch, Plattdüütsch   | Low German, Low Saxon                               |
| nep       | nep       | ne        | népalais                             | नेपाली                          | Nepali                                              |
| new       | new       |           | nepal bhasa, néwari                  | Nepal Bhasa                  | Nepal Bhasa, Newari                                 |
| nia       | nia       |           | nias                                 |                              | Nias                                                |
| nic       | nic       |           | langues nigéro-congolaises           |                              | Niger-Kordofanian languages                         |
| niu       | niu       |           | niué                                 | ko e vagahau Niuē, faka-Niue | Niuean                                              |
| nno       | nno       | nn        | norvégien nynorsk                    | norsk nynorsk                | Norwegian Nynorsk                                   |
| nob       | nob       | nb        | norvégien bokmål                     | norsk bokmål                 | Norwegian Bokmål                                    |
| nog       | nog       |           | nogaï                                | ногай тили                   | Nogai                                               |
| non       | non       |           | vieux norrois                        | norskr                       | Norse, Old                                          |
| nor       | nor       | no        | norvégien                            | norsk                        | Norwegian                                           |
| nqo       | nqo       |           | n'ko                                 |                              | N'Ko                                                |
| nso       | nso       |           | sotho du Nord, sotho du Nord, sepedi | sePêdi                       | Northern Sotho, Pedi, Sepedi                        |
| nub       | nub       |           | langues nubiennes                    |                              | Nubian languages                                    |
| nwc       | nwc       |           | newari classique                     |                              | Classical Newari, Old Newari, Classical Nepal Bhasa |
| nya       | nya       | ny        | chichewa, chewa, nyanja              | chiCheŵa, chinyanja          | Chichewa, Chewa, Nyanja                             |
| nym       | nym       |           | nyamwézi                             | Kinyamwezi                   | Nyamwezi                                            |
| nyn       | nyn       |           | nyankolé                             | Lounyankolé                  | Nyankole                                            |
| nyo       | nyo       |           | nyoro                                | Runyoro                      | Nyoro                                               |
| nzi       | nzi       |           | nzema                                |                              | Nzima                                               |

### o
| ISO 639-3 | ISO 639-2 | ISO 639-1 | Nom en français                 | Nom original | Nom en anglais              |
| --------- | --------- | --------- | ------------------------------- | ------------ | --------------------------- |
| oci       | oci       | oc        | occitan (XXe siècle), provençal | occitan      | Occitan (XX), Provençal     |
| oji       | oji       | oj        | ojibwa                          | ᐊᓂᔑᓇᐯᒧᐏᐣ     | Ojibwa                      |
| ori       | ori       | or        | oriya                           | ଓଡ଼ିଆ          | Oriya                       |
| orm       | orm       | om        | galla                           | Afaan Oromoo | Oromo                       |
| osa       | osa       |           | osage                           |              | Osage                       |
| oss       | oss       | os        | ossète                          | ирон ӕвзаг   | Ossetian, Ossetic           |
| ota       | ota       |           | turc ottoman (1500-1928)        |              | Ottoman Turkish (1500–1928) |
| oto       | oto       |           | langues otomi                   |              | Otomian languages           |

### p
| ISO 639-3 | ISO 639-2 | ISO 639-1 | Nom en français                                 | Nom original   | Nom en anglais                       |
| --------- | --------- | --------- | ----------------------------------------------- | -------------- | ------------------------------------ |
| paa       | paa       |           | langues papoues                                 |                | Papuan languages                     |
| pag       | pag       |           | pangasinan                                      |                | Pangasinan                           |
| pal       | pal       |           | pèhlevî                                         |                | Pahlavi (Middle Persian)             |
| pam       | pam       |           | pampangan                                       | Kapampangan    | Pampanga, Kapampangan                |
| pan       | pan       | pa        | pendjabi                                        | ਪੰਜਾਬੀ, پنجابی    | Punjabi, Panjabi                     |
| pap       | pap       |           | papiamento                                      | Papiamentu     | Papiamento                           |
| pau       | pau       |           | paluan                                          | tekoi ra Belau | Palauan                              |
| peo       | peo       |           | perse, vieux (environ 600-400 av. J.-C.)        |                | Old Persian (ca. 600–400 BC)         |
| fas       | per/fas   | fa        | persan                                          | فارسی          | Persian                              |
| phi       | phi       |           | langues philippines                             |                | Philippine languages                 |
| phn       | phn       |           | phénicien                                       |                | Phoenician                           |
| pli       | pli       | pi        | pali                                            | पालि             | Pali                                 |
| pol       | pol       | pl        | polonais                                        | polski         | Polish                               |
| pon       | pon       |           | pohnpei                                         |                | Pohnpeian                            |
| por       | por       | pt        | portugais                                       | português      | Portuguese                           |
| pra       | pra       |           | langues prâkrit                                 |                | Prakrit languages                    |
| pro       | pro       |           | provençal ancien, occitan ancien (jusqu'à 1500) |                | Old Provençal, Old Occitan (to 1500) |
| pus       | pus       | ps        | pachto (Pachtou)                                | پښت            | Pushto, Pashto                       |

### q
| ISO 639-3 | ISO 639-2 | ISO 639-1 | Nom en français          | Nom original      | Nom en anglais         |
| --------- | --------- | --------- | ------------------------ | ----------------- | ---------------------- |
| qaa-qtz   | qaa-qtz   |           | réservé pour usage local |                   | reserved for local use |
| que       | que       | qu        | quéchua                  | Runa Simi, Kichwa | Quechua                |

### r
| ISO 639-3 | ISO 639-2 | ISO 639-1 | Nom en français                  | Nom original                               | Nom en anglais                        |
| --------- | --------- | --------- | -------------------------------- | ------------------------------------------ | ------------------------------------- |
| raj       | raj       |           | rajasthani                       | राजस्थानी                                      | Rajasthani                            |
| rap       | rap       |           | rapanui                          | rapanui, pepito ote henua                  | Rapanui                               |
| rar       | rar       |           | māori des îles Cook, rarotongien |                                            | Rarotongan, Cook Islands Maori        |
| rcf       |           |           | créole réunionnais, réunionnais  | kréol rénioné                              | Reunionese, Reunion Creole            |
| roa       | roa       |           | langues romanes                  |                                            | Romance languages                     |
| roh       | roh       | rm        | romanche                         | rumantsch grischun                         | Romansh                               |
| rom       | rom       |           | romani, tsigane                  | romani ćhib, Romani šib, Romanó            | Romany                                |
| ron       | rum/ron   | ro        | roumain, moldave                 | română                                     | Romanian, Moldavian, Moldovan         |
| run       | run       | rn        | roundi                           | kiRundi                                    | Rundi                                 |
| rup       | rup       |           | aroumain, macédo-roumain         | Armãneashce, Armãneashti, Limba armãneascã | Aromanian, Arumanian, Macedo-Romanian |
| rus       | rus       | ru        | russe                            | русский язык                               | Russian                               |

### s
| ISO 639-3 | ISO 639-2 | ISO 639-1 | Nom en français                     | Nom original            | Nom en anglais                  |
| --------- | --------- | --------- | ----------------------------------- | ----------------------- | ------------------------------- |
| sad       | sad       |           | sandawé                             |                         | Sandawe                         |
| sag       | sag       | sg        | sango                               | yângâ tî sängö          | Sango                           |
| sah       | sah       |           | iakoute                             | Саха тыла               | Yakut                           |
| sai       | sai       |           | langues indiennes d'Amérique du Sud |                         | South American Indian languages |
| sal       | sal       |           | langues salishennes                 |                         | Salishan languages              |
| sam       | sam       |           | samaritain                          | ארמית, ܐܪܡܝܐ            | Samaritan Aramaic               |
| san       | san       | sa        | sanskrit                            | संस्कृतम्                   | Sanskrit                        |
| sas       | sas       |           | sasak                               |                         | Sasak                           |
| sat       | sat       |           | santal                              | संथाली                     | Santali                         |
| srp       | scc/srp   | sr        | serbe                               | српски                  | Serbian                         |
| scn       | scn       |           | sicilien                            | Sicilianu               | Sicilian                        |
| sco       | sco       |           | scots, écossais                     | Scoats leid, Lallans    | Scots                           |
| sel       | sel       |           | selkoupe                            | шӧльӄумыт әты           | Selkup                          |
| sem       | sem       |           | langues sémitiques                  |                         | Semitic languages               |
| sga       | sga       |           | irlandais ancien (jusqu'à 900)      | Goídelc                 | Old Irish (to 900)              |
| sgn       | sgn       |           | langue des signes                   |                         | Sign languages                  |
| shn       | shn       |           | shan                                |                         | Shan                            |
| shp       | shp       |           | shipibo-conibo                      |                         | Shipibo language                |
| sid       | sid       |           | sidamo                              | Sidámo 'Afó             | Sidamo                          |
| sin       | sin       | si        | singhalais                          | සිංහල                     | Sinhalese, Sinhala              |
| sio       | sio       |           | langues sioux                       |                         | Siouan languages                |
| sit       | sit       |           | langues sino-tibétaines             |                         | Sino-Tibetan languages          |
| sla       | sla       |           | langues slaves                      |                         | Slavic languages                |
| slk       | slo/slk   | sk        | slovaque                            | slovenčina              | Slovak                          |
| slv       | slv       | sl        | slovène                             | slovenščina             | Slovenian                       |
| sma       | sma       |           | same du Sud                         | saemien giele           | Southern Sami                   |
| sme       | sme       | se        | same du Nord                        | sámi, sámegiella        | Northern Sami                   |
| smi       | smi       |           | langues sames                       |                         | Sami languages                  |
| smj       | smj       |           | same de Lule                        | sámegiella              | Lule Sami                       |
| smn       | smn       |           | same d'Inari                        | säämegiella             | Inari Sami                      |
| smo       | smo       | sm        | samoan                              | gagana fa'a Samoa       | Samoan                          |
| sms       | sms       |           | same skolt                          | sääʼmǩiõll              | Skolt Sami                      |
| sna       | sna       | sn        | shona                               | chiShona                | Shona                           |
| snd       | snd       | sd        | sindhi                              | سنڌي، سندھی, सिन्धी        | Sindhi                          |
| snk       | snk       |           | soninké                             | Soninkanxaane           | Soninke                         |
| sog       | sog       |           | sogdien                             |                         | Sogdian                         |
| som       | som       | so        | somali                              | Soomaaliga, af Soomaali | Somali                          |
| son       | son       |           | langues songhai                     |                         | Songhai languages               |
| sot       | sot       | st        | sotho du Sud                        | seSotho                 | Southern Sotho                  |
| spa       | spa       | es        | espagnol, castillan                 | español, castellano     | Spanish, Castilian              |
| srd       | srd       | sc        | sarde                               | sardu                   | Sardinian                       |
| srn       | srn       |           | sranan tongo                        |                         | Sranan Tongo                    |
| srr       | srr       |           | sérère                              |                         | Serer                           |
| ssa       | ssa       |           | langues nilo-sahariennes            |                         | Nilo-Saharan languages          |
| ssw       | ssw       | ss        | swati                               | siSwati                 | Swati                           |
| suk       | suk       |           | sukuma                              |                         | Sukuma                          |
| sun       | sun       | su        | soundanais                          | basa Sunda              | Sundanese                       |
| sus       | sus       |           | soussou                             |                         | Susu                            |
| sux       | sux       |           | sumérien                            | eme-ĝir                 | Sumerian                        |
| swa       | swa       | sw        | swahili                             | kiswahili               | Swahili                         |
| swe       | swe       | sv        | suédois                             | svenska                 | Swedish                         |
| syc       | syc       |           | syriaque classique                  |                         | Classical Syriac                |
| syr       | syr       |           | syriaque                            | ܣܘܪܝܝܐ                  | Syriac                          |

### t
| ISO 639-3 | ISO 639-2 | ISO 639-1 | Nom en français     | Nom original                 | Nom en anglais         |
| --------- | --------- | --------- | ------------------- | ---------------------------- | ---------------------- |
| tah       | tah       | ty        | tahitien            | te reo Tahiti, te reo Māʼohi | Tahitian               |
| tai       | tai       |           | langues tai         |                              | Tai languages          |
| tam       | tam       | ta        | tamoul              | தமிழ்                          | Tamil                  |
| tat       | tat       | tt        | tatar               | татарча, tatarça, تاتارچا    | Tatar                  |
| tel       | tel       | te        | télougou            | తెలుగు                          | Telugu                 |
| tem       | tem       |           | timné               |                              | Timne                  |
| ter       | ter       |           | téréno              |                              | Tereno                 |
| tet       | tet       |           | tétun               | Tetun                        | Tetum                  |
| tgk       | tgk       | tg        | tadjik              | тоҷикӣ, تاجیکی               | Tajik                  |
| tgl       | tgl       | tl        | tagalog             | Tagalog                      | Tagalog                |
| tha       | tha       | th        | thaï                | ภาษาไทย                      | Thai                   |
| bod       | tib/bod   | bo        | tibétain            | བོད་ཡིག                        | Tibetan                |
| tig       | tig       |           | tigré               | Tigré, Khasa                 | Tigre                  |
| tir       | tir       | ti        | tigrigna            | ትግርኛ                         | Tigrinya               |
| tiv       | tiv       |           | tiv                 |                              | Tiv                    |
| tkl       | tkl       |           | tokélaouéen         | Tokelau                      | Tokelau                |
| tlh       | tlh       |           | klingon             | tlhIngan Hol                 | Klingon                |
| tli       | tli       |           | tlingit             | Lingít                       | Tlingit                |
| tmh       | tmh       |           | tamacheq            | Tamajeq, ɫ[ǂ…                | Tamashek               |
| tog       | tog       |           | tonga (Nyasa)       | chiTonga                     | Tonga (Nyasa)          |
| ton       | ton       | to        | tongan (Îles Tonga) | faka-Tonga                   | Tongan (Tonga Islands) |
| tpi       | tpi       |           | tok pisin           | Tok Pisin                    | Tok Pisin              |
| tsi       | tsi       |           | tsimshian           |                              | Tsimshian              |
| tsn       | tsn       | tn        | tswana              | seTswana                     | Tswana                 |
| tso       | tso       | ts        | tsonga              | xiTsonga                     | Tsonga                 |
| tuk       | tuk       | tk        | turkmène            | Түркмен                      | Turkmen                |
| tum       | tum       |           | tumbuka             | chiTumbuka                   | Tumbuka                |
| tup       | tup       |           | langues tupi        | Nheengatu                    | Tupi languages         |
| tur       | tur       | tr        | turc                | Türkçe                       | Turkish                |
| tut       | tut       |           | langues altaïques   |                              | Altaic languages       |
| tvl       | tvl       |           | touvalouéen         | 'gana Tuvalu                 | Tuvalu                 |
| twi       | twi       | tw        | tchi                |                              | Twi                    |
| tyv       | tyv       |           | touvain             | тыва дыл                     | Tuvinian               |

### u
| ISO 639-3 | ISO 639-2 | ISO 639-1 | Nom en français     | Nom original              | Nom en anglais        |
| --------- | --------- | --------- | ------------------- | ------------------------- | --------------------- |
| udm       | udm       |           | oudmourte           | удмурт кыл                | Udmurt                |
| uga       | uga       |           | ougaritique         |                           | Ugaritic              |
| uig       | uig       | ug        | ouïgour             | Uyƣurqə, Uyğurçe, ئۇيغۇرچ | Uighur, Uyghur        |
| ukr       | ukr       | uk        | ukrainien           | українська мова           | Ukrainian             |
| umb       | umb       |           | umbundu             | úmbúndú                   | Umbundu               |
| und       | und       |           | langue indéterminée |                           | Undetermined language |
| urd       | urd       | ur        | ourdou              | اردو                      | Urdu                  |
| uzb       | uzb       | uz        | ouzbek              | O'zbek, Ўзбек, أۇزبېك     | Uzbek                 |

### v
| ISO 639-3 | ISO 639-2 | ISO 639-1 | Nom en français | Nom original | Nom en anglais |
| --------- | --------- | --------- | --------------- | ------------ | -------------- |
| vai       | vai       |           | vaï             |              | Vai            |
| ven       | ven       | ve        | venda           | tshiVenḓa    | Venda          |
| vie       | vie       | vi        | vietnamien      | Tiếng Việt   | Vietnamese     |
| vol       | vol       | vo        | volapük         | Volapük      | Volapük        |
| vot       | vot       |           | vote            | vaďďa tšeeli | Votic          |

### w
| ISO 639-3 | ISO 639-2 | ISO 639-1 | Nom en français     | Nom original              | Nom en anglais     |
| --------- | --------- | --------- | ------------------- | ------------------------- | ------------------ |
| wak       | wak       |           | langues wakashennes |                           | Wakashan languages |
| wal       | wal       |           | wolaitta, wolaytta  |                           | Wolaitta, Wolaytta |
| war       | war       |           | waray               | Winaray, Lineyte-Samarnon | Waray              |
| was       | was       |           | washo               |                           | Washo              |
| cym       | wel/cym   | cy        | gallois             | Cymraeg                   | Welsh              |
| wen       | wen       |           | langues sorabe      |                           | Sorbian languages  |
| wln       | wln       | wa        | wallon              | walon                     | Walloon            |
| wol       | wol       | wo        | wolof               | Wolof                     | Wolof              |

### x
| ISO 639-3 | ISO 639-2 | ISO 639-1 | Nom en français | Nom original | Nom en anglais |
| --------- | --------- | --------- | --------------- | ------------ | -------------- |
| xal       | xal       |           | kalmouk, oïrat  | хальмг келн  | Kalmyk, Oirat  |
| xho       | xho       | xh        | xhosa           | isiXhosa     | Xhosa          |

### y
| ISO 639-3 | ISO 639-2 | ISO 639-1 | Nom en français | Nom original | Nom en anglais  |
| --------- | --------- | --------- | --------------- | ------------ | --------------- |
| yao       | yao       |           | yao             |              | Yao             |
| yap       | yap       |           | yapois          |              | Yapese          |
| yid       | yid       | yi        | yiddish         | ייִדיש        | Yiddish         |
| yor       | yor       | yo        | yorouba         | Yorùbá       | Yoruba          |
|           | ypk       |           | langues yupik   |              | Yupik languages |

### z
| ISO 639-3 | ISO 639-2 | ISO 639-1 | Nom en français                                | Nom original          | Nom en anglais                                 |
| --------- | --------- | --------- | ---------------------------------------------- | --------------------- | ---------------------------------------------- |
| zap       | zap       |           | zapotèque                                      |                       | Zapotec                                        |
| zbl       | zbl       |           | symboles Bliss, Bliss                          |                       | Blissymbols, Blissymbolics, Bliss              |
| zen       | zen       |           | zénaga                                         | Tuḍḍungiyya           | Zenaga                                         |
| zgh       | zgh       |           | amazighe marocain                              | ⵜⴰⵎⴰⵣⵉⵖⵜ              | Moroccan Amazigh                               |
| zha       | zha       | za        | zhuang, chuang                                 | Saɯ cueŋƅ, Saw cuengh | Zhuang, Chuang                                 |
| znd       | znd       |           | langues zandé                                  |                       | Zande languages                                |
| zul       | zul       | zu        | zoulou                                         | isiZulu               | Zulu                                           |
| zun       | zun       |           | zuñi                                           | Shiwi                 | Zuni                                           |
| zxx       | zxx       |           | Pas de contenu linguistique, non applicable    |                       | no linguistic content, not applicable          |
| zza       | zza       |           | zaza, dimili, dimli, kirdki, kirmanjki, zazaki |                       | Zaza, Dimili, Dimli, Kirdki, Kirmanjki, Zazaki |

## Codes retirés
mol | mo | Moldave | лимба молдовеняскэ | Moldavian | retiré le 11 mars 2008.